# Kepler-174
Kepler-174 è una stella nella costellazione della Lira, distante circa 1270 anni luce circa dalla Terra. Nel 2014 sono stati scoperti, nell'ambito della missione Kepler con il metodo del transito, tre pianeti extrasolari orbitanti attorno ad essa, uno dei quali, Kepler-174 d si trova all'interno della zona abitabile del sistema.

## Caratteristiche fisiche
Kepler-174 è una stella nana arancione più piccola e fredda del Sole, avendo una massa stimata pari al 64% di quella della nostra stella, e una temperatura superficiale di 4880 K. Ha un raggio 0,62 volte quello del Sole, e pare carente di metalli, in quanto l'abbondanza di elementi più pesanti di idrogeno ed elio è pari solamente al 37% di quella solare.

## Sistema planetario
Al momento della scoperta, per i pianeti sono stati stimati raggi compresi tra 1,5 e 2,2 raggi terrestri; questi valori sono stati rivisti tuttavia da uno studio di Berger et al. del 2018, che ad esempio hanno calcolato il raggio del terzo pianeta in 2,57 r⊕.
Non è chiara la natura dei pianeti scoperti in quanto studi degli anni 2010 suggeriscono che solo i pianeti con una raggio minore di 1,5-1,6 raggi terrestri siano certamente di natura rocciosa, mentre i pianeti con dimensioni maggiori potrebbero avere consistenti atmosfere ricche di idrogeno ed elio ed essere quindi dei nani gassosi senza superficie solida.
Mentre i due pianeti più interni sono troppo caldi per essere potenzialmente abitabili, di particolare interesse è d, il terzo e più distante dalla stella, che potrebbe avere acqua liquida in superficie, condizione indispensabile per ospitare forme di vita così come la conosciamo. Kepler-174 d si trova al limite più esterno della zona abitabile, dove riceve il 53% della radiazione che la Terra riceve dal Sole; la temperatura di equilibrio, a seconda dell'albedo considerata e ipotizzando che non sia in rotazione sincrona, è compresa tra 174 e 229 K. Tuttavia come detto il pianeta potrebbe essere un nano gassoso.

### Prospetto del sistema

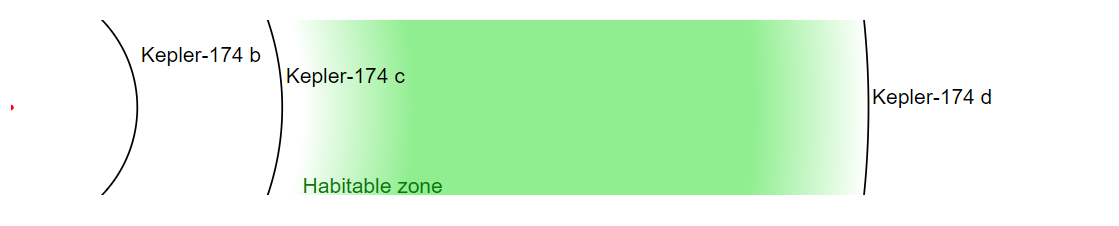
La zona abitabile del sistema di Kepler-174

### Prospetto del sistema[2][6][8]
| Pianeta | Massa   | Raggio  | Densità    | Periodo orb.   | Sem. maggiore | Scoperta |
| ------- | ------- | ------- | ---------- | -------------- | ------------- | -------- |
| b       | 4,5 M⊕  | 1,96 r⊕ | 4,74 g/cm³ | 13,982 giorni  | 0,1 UA        | 2014     |
| c       | 2,83 M⊕ | 1,49 r⊕ | 2,81 g/cm³ | 44,0 giorni    | 0,214 UA      | 2014     |
| d       | 5,43 M⊕ | 2,19 r⊕ | 3,36 g/cm³ | 247,354 giorni | 0,677 UA      | 2014     |